# Клайполе
Клайполе (исп. Claypole) — город в Аргентине в провинции Буэнос-Айрес. Часть агломерации Большой Буэнос-Айрес.

## История
В начале XIX века эти земли принадлежали монахам-францисканцам, затем перешли в собственность семьи Облигадо. В 1876 году, когда планировалось строительство в этих местах железной дороги, Хулия Облигадо вышла замуж за Педро Клайполе. Он пожертвовал землю для строительства железнодорожной станции, которая была открыта в 1884 году и получила название в его честь. Вокруг станции выросло поселение.